# 折弓乡
折弓乡，是中华人民共和国四川省绵阳市盐亭县曾经下辖的一个乡。2019年12月，撤销折弓乡和金鸡镇，设立嫘祖镇。

## 行政区划
折弓乡撤销前下辖以下地区：
中台村、赐华村、长华村、福德村、天山村、笔尖村、万隆村、雍江村、大里村和柏杨村。